# Ichneumon micropnygus
Ichneumon micropnygus är en stekelart som beskrevs av Thomson 1893. Ichneumon micropnygus ingår i släktet Ichneumon och familjen brokparasitsteklar. Arten är reproducerande i Sverige. Inga underarter finns listade i Catalogue of Life.